# Алі-Терме
Алі-Терме (італ. Alì Terme, сиц. Alì Marina) — муніципалітет в Італії, у регіоні Сицилія,  метрополійне місто Мессіна.
Алі-Терме розташоване на відстані близько 500 км на південний схід від Рима, 185 км на схід від Палермо, 24 км на південний захід від Мессіни.
Населення — 2575 осіб (2014).
Щорічний фестиваль відбувається 16 серпня. Покровитель — святий Рох.

## Демографія
Населення за роками:

Станом на 1 січня 2023 року в муніципалітеті офіційно проживало 49 іноземців з 10 країн, серед них 22 громадяни країн Євросоюзу та 7 громадян України.

## Сусідні муніципалітети
- Алі
- Фьюмедінізі
- Італа
- Ніцца-ді-Сицилія